# Sidi Belyout
Sidi Belyout (en àrab سيدي بليوط, Sīdī Balyūṭ; en amazic ⵙⵉⴷⵉ ⴱⵍⵢⵓⵟ) és un districte (arrondissement) de la ciutat de Casablanca, dins la prefectura de Casablanca, a la regió de Casablanca-Settat, al Marroc. Segons el cens de 2014 tenia una població total de 189.715 persones.